# Triochwiorstnaja
Triochwiorstnaja (ros. Трёхвёрстная) – rzeka we wschodniej Syberii. Przepływa przez rejon turuchański kraju krasnojarskiego. Długość rzeki wynosi 11 km. Według jednych źródeł wpada bezpośrednio do Jeniseju z lewej strony, w odległości 1188 km od jego ujścia, według zaś innych wpada do dopływu Jeniseju, rzeki Iluszkiny. Ujście położone jest naprzeciw wyspy w korycie Jeniseju - Wierchniego Opieczka.